# 田中昌太郎
田中 昌太郎（たなか しょうたろう、1872年11月20日（明治5年10月20日） - 1964年2月25日）は、日本の法曹（検察官、弁護士）。立命館大学元学長。立命館中学校父兄会会長。京都府船井郡園部村（のち園部町、現・南丹市）生まれ。

## 略歴
- 1872年（明治5年） - 京都府船井郡園部村に生まれる[2]。田中家は代々園部村に住し、庄屋を勤めた旧家だった[2]。
- 1893年（明治26年） - 第三高等中学校法学部（後の京都大学）卒業、同年7月司法官試補京都区裁判所詰[2]。
- 1895年（明治28年）2月 - 歩兵少尉[2]。日露戦役に参加した[2]。
- 1897年（明治30年）5月 - 判事[2]。
- 1904年（明治37年）12月 - 歩兵中尉[2]。
- 1910年（明治43年）4月 - 東京控訴院判事[2]。
- 1912年（明治45年）2月 - 千葉地方裁判所検事[2]。
- 1913年（大正2年）4月 - 長野地方裁判所検事正[2]。
- 1918年（大正7年）6月 - 水戸地方検察庁検事正[3]。
- 1923年（大正12年）4月 - 岡山地方検察庁検事正[3]。
- 1926年（昭和元年）12月 - 神戸地方検察庁検事正[3]。
- 1929年（昭和4年）3月 - 京都地方検察庁検事正[3]。
- 1933年（昭和8年）6月 - 札幌控訴院検事長[3]。
- 1935年（昭和10年）10月 - 定年退官[3]。
- 1940年（昭和15年）5月 - 立命館大学学長（ - 1941年（昭和16年）2月）[4]。
- 1946年（昭和21年） - 弁護士登録[3]。

## 栄典
- 1903年（明治36年）12月26日 - 勲五等瑞宝章[5]。
- 1934年（昭和9年）5月15日 - 従三位[6]